# Gebroeders Lumière

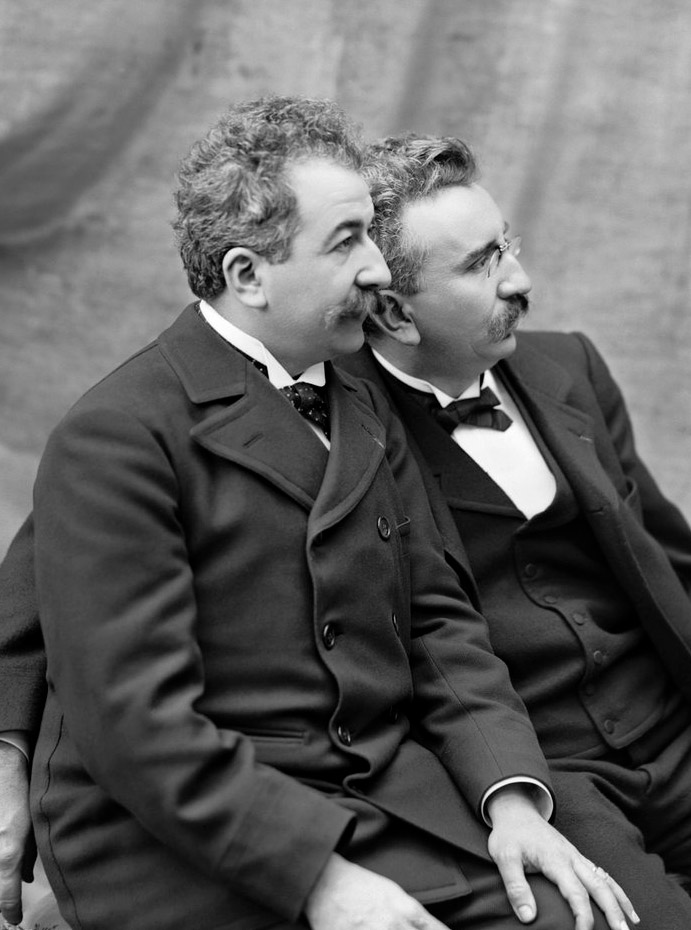
De gebroeders Lumière

De gebroeders Lumière, Auguste Marie Louis Nicholas Lumière (Besançon, 19 oktober 1862 – Lyon, 10 april 1954) en Louis Jean Lumière (Besançon, 5 oktober 1864 – Bandol, 6 juni 1948), waren Franse zakenlieden en filmpioniers. Met de uitvinding van de cinématographe, 's werelds eerste projectieapparaat, waren zij een van de grondleggers van de cinematografie. Louis Lumière wordt dan ook vaak "de vader van de cinema" genoemd.

## Biografie
Auguste en Louis Lumière werden geboren in het Franse Besançon. Ze groeiden op in Lyon. Hun vader, Antoine Lumière, had een fabriek gespecialiseerd in fotografische apparatuur. Beide broers werkten in de zaak, Louis als natuurkundige, Auguste als manager.
In 1893 namen de broers de zaak over. Hun vader had een demonstratie van de kinetoscoop van Edison gezien en spoorde de broers ertoe aan om zelf ook een dergelijk apparaat te gaan ontwikkelen. Zij patenteerden enkele belangrijke processen als de geleidingsgaten.
In 1903 werd patent aangevraagd voor de aanmaak van autochroom. Dit werd verkregen in 1907.

## Cinematograaf
Op 13 februari 1895 namen de broers het octrooi op een uitvinding, de cinematograaf. Dit apparaat was een filmcamera en filmprojector in een. Het was in staat om filmbeelden op te nemen, deze te ontwikkelen en vervolgens te tonen op een scherm voor publiek. Er werd minder filmstrip gebruikt dan bij de kinetoscoop. De cinématographe was ook lichter en draagbaarder dan de kinetoscoop, en de film kon door meerdere mensen tegelijk bekeken worden. Op het niveau van de techniek valt op dat de Lumières ook 35mm-film hanteerden, maar met een andere perforatie dan Edisons kinetoscoop.

## Filmvertoningen

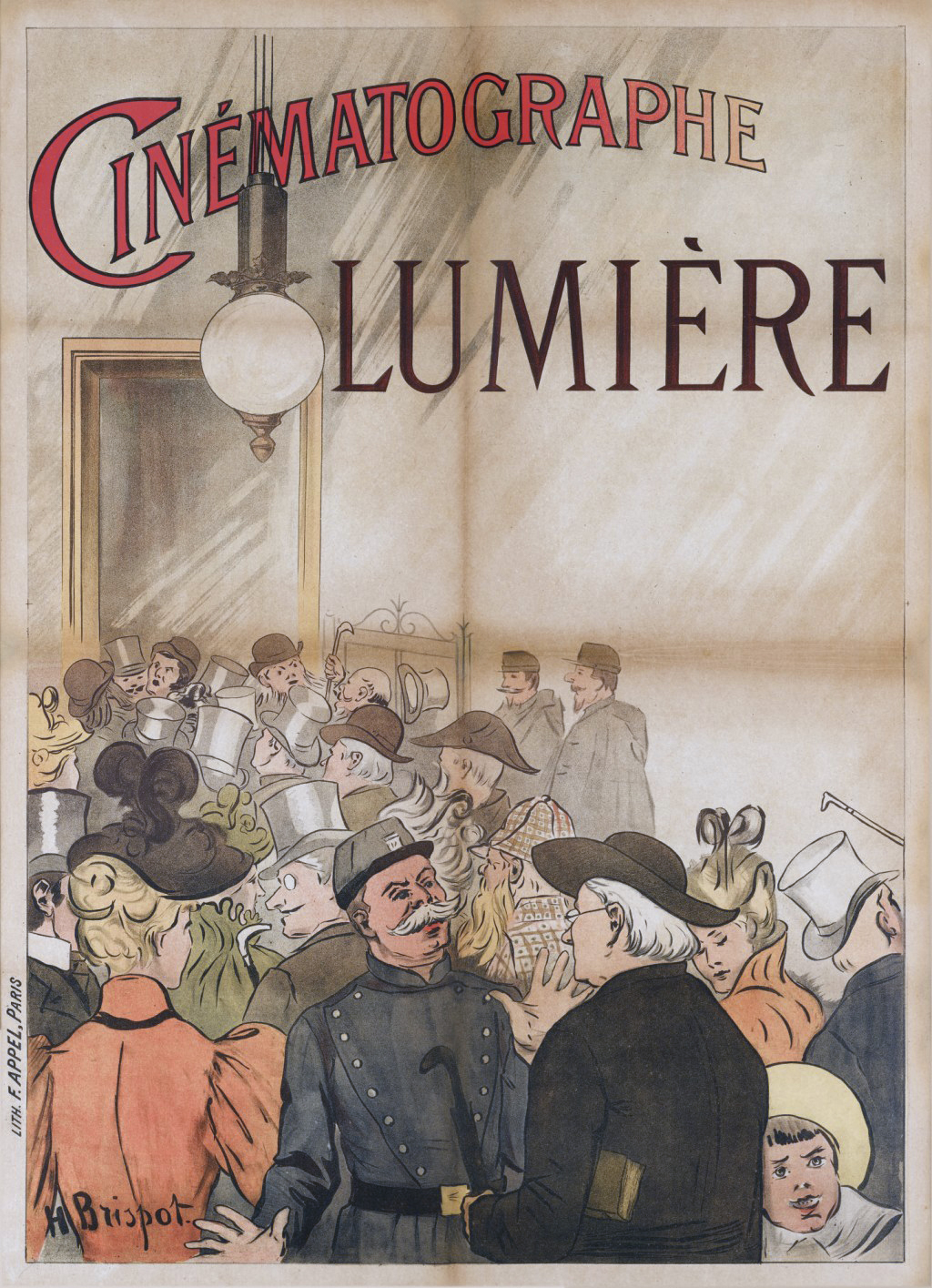
Affiche voor de eerste filmvertoningen van de gebroeders Lumière

Op 22 maart 1895 hielden de Lumières een eerste vertoning van hun toestel voor een publiek van ongeveer tien personen. Op 28 december 1895 vertoonden de broers hun films in het Salon Indien du Grand Café aan de Boulevard des Capucines in Parijs. Dit wordt over het algemeen beschouwd als de eerste betaalde publieke vertoning van een film, maar in feite waren de gebroeders Skladanowsky in Berlijn hen voor. Hun toestel was echter inferieur aan dat van de Lumières. Met hun show maakten de broers Lumière een succesvolle tournee, waarmee ze over de hele wereld trokken. Op 1 maart 1896 vond in een zaal in de Koninklijke Sint-Hubertusgalerijen te Brussel de eerste filmvoorstelling in België plaats, op 12 maart was de cinématographe te zien in Amsterdam.

## Films
De eerste film die werd geschoten met de cinematograaf was La Sortie de l'usine Lumière à Lyon. De meeste films duurden niet langer dan een minuut en werden gefilmd door Louis Lumière. Bij elkaar heeft deze meer dan honderd films gemaakt. Enkele films kregen het predicaat de "eerste" te zijn. Zo zou L'Arroseur arrosé de "eerste" komedie zijn. In deze korte film gaat een kwajongen op een tuinslang staan. Wanneer de tuinman de slang naar zijn gezicht richt, stapt de kwajongen weg, waardoor de tuinman de waterstraal vol in zijn gezicht krijgt. De films van de Lumières wilden over het algemeen geen verhaal vertellen, maar de bijzondere eigenschappen van het medium film tonen. De eerste succesvolle filmvertoningen waren dan ook te danken aan de attractiestatus van de film, en niet aan het verhaal in de film. Wat wel opvalt, is dat zich alles centraal afspeelt: de acties gebeuren altijd in het midden van het scherm. Bijvoorbeeld: in L'Arroseur arrosé gaat de man de kwajongen halen en sleurt hem terug naar het midden van het beeld om hem te straffen. Dit is overgewaaid van het theater, waar de acteurs ook altijd in het midden van het toneel spelen.
Er gaan enkele verhalen de ronde over de films van Lumière. Zo wordt beweerd dat het publiek wegrende bij een vertoning van L'Arrivée d'un train en gare de La Ciotat ('Aankomst van een trein op het station van La Ciotat'), omdat ze dachten dat er echt een trein de zaal inreed. Mensen waren niet gewend aan dit soort media en schrokken daardoor enorm. In hoeverre dit gerucht klopt, is onduidelijk, want de trein was niet recht van voren gefilmd en reed dus niet recht op het publiek af.

## Kleurenfotografie
Omdat de broers geen toekomst in de filmindustrie zagen, richtten ze zich op de kleurenfotografie en fotoapparatuur. In 1903 kregen ze het patent op een kleurenfotografieproces genaamd "Autochroom Lumière".
Louis Lumière was een voorstander van Esperanto: "Het gebruik van Esperanto kan een van de gelukkigste gevolgen hebben in zijn uitwerking op internationale betrekkingen en het stichten en behoud van vrede."
Louis Lumière overleed op 83-jarige leeftijd in Bandol, zijn broer Auguste op 91-jarige leeftijd in Lyon.

## Werk in openbare collecties (selectie)
- Rijksmuseum Amsterdam[2]